# メディオ・カンピダーノ県

メディオ・カンピダーノ県
Provincia del Medio Campidano

メディオ・カンピダーノ県（メディオ・カンピダーノけん、イタリア語: Provincia del Medio Campidano）は、イタリア共和国サルデーニャ自治州に属する県の一つ。サンルーリとヴィッラチードロがともに県都とされている。最多の人口を持つ都市はヴィッラチードロ。
カリャリ県の北西部が分割され2005年に発足した県である。
2016年9月現在、サルデーニャ州では県級行政区画統廃合のプロセスが進められており、地方自治上は過渡期にある。2016年、メディオ・カンピダーノ県は新設の南サルデーニャ県 に組み込まれた。

## 名称
標準イタリア語以外の言語では以下のように呼ばれる。
- サルデーニャ語: provìncia de Mesu Campidanu または provìntzia de su Campidanu de Mesu

## 地理

### 位置・広がり
サルデーニャ島西南部に位置し、西はサルデーニャ海（地中海）に面する。県都のひとつサンルーリは県の東部に位置し、もうひとつの県都ヴィッラチードロから北東へ約21km、州都カリャリから北北西へ約42km、オリスターノから南南東へ約47kmの距離に位置する。面積は1,516平方キロメートル（サルデーニャ州全体の6.3%）。
隣接する県は以下の通り。
- 北 - オリスターノ県
- 北東 - ヌーオロ県
- 南東 - カリャリ県
- 南西 - カルボーニア＝イグレージアス県

### 県内の地域と主要な都市・集落

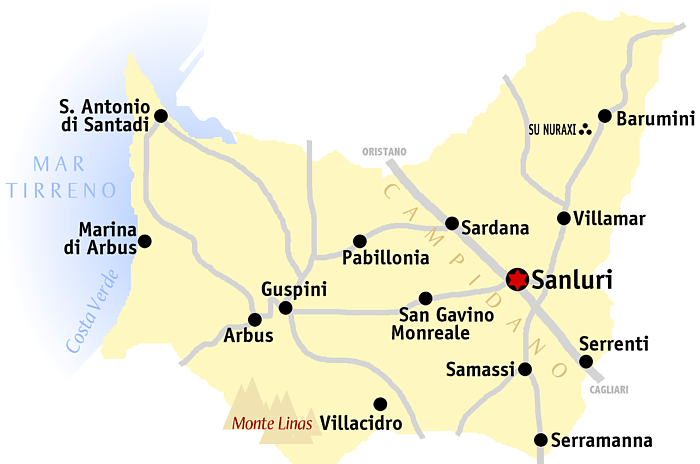
メディオ・カンピダーノ県概略図

2001年の国勢調査に基づく居住地区（Località abitata）別人口統計によれば、人口5000人以上の都市・集落は以下の通り。
- ヴィッラチードロ - 13,597人
- グスピニ - 12,183人
- セッラマンナ - 9,400人
- サン・ガヴィーノ・モンレアーレ - 9.320人
- サンルーリ - 7.818人
- ゴンノスファナーディガ - 6,792人
- アルブス - 6,578人
- サマッシ - 5,156人

- サンルーリ
- グスピニ
- フルテーイ

## 歴史
メディオ・カンピダーノ県は、2001年の自治州法において、カリャリ県西北部の28コムーネが分離して新たに創設された。2005年5月の選挙で初代県知事が決まり、県としての活動を本格的に開始した。

## 行政区画
県には、28のコムーネが属する。主要なコムーネ（人口8000人以上）は下表の通り。左端の数字はISTATコードを示す。人口は2011年1月1日現在。
右の地図中の番号は、コムーネのISTATコード下3桁を示す。
| コード | 自治体名                       | 人口   |
| ------ | ------------------------------ | ------ |
| 106025 | ヴィッラチードロ               | 14,454 |
| 106008 | グスピニ                       | 12,469 |
| 106018 | セッラマンナ                   | 9,333  |
| 106014 | サン・ガヴィーノ・モンレアーレ | 8,960  |
| 106015 | サンルーリ                     | 8,530  |

## 交通
島の南北を貫く道路・鉄道の幹線交通路が、いずれも県内を通過する。

### 道路

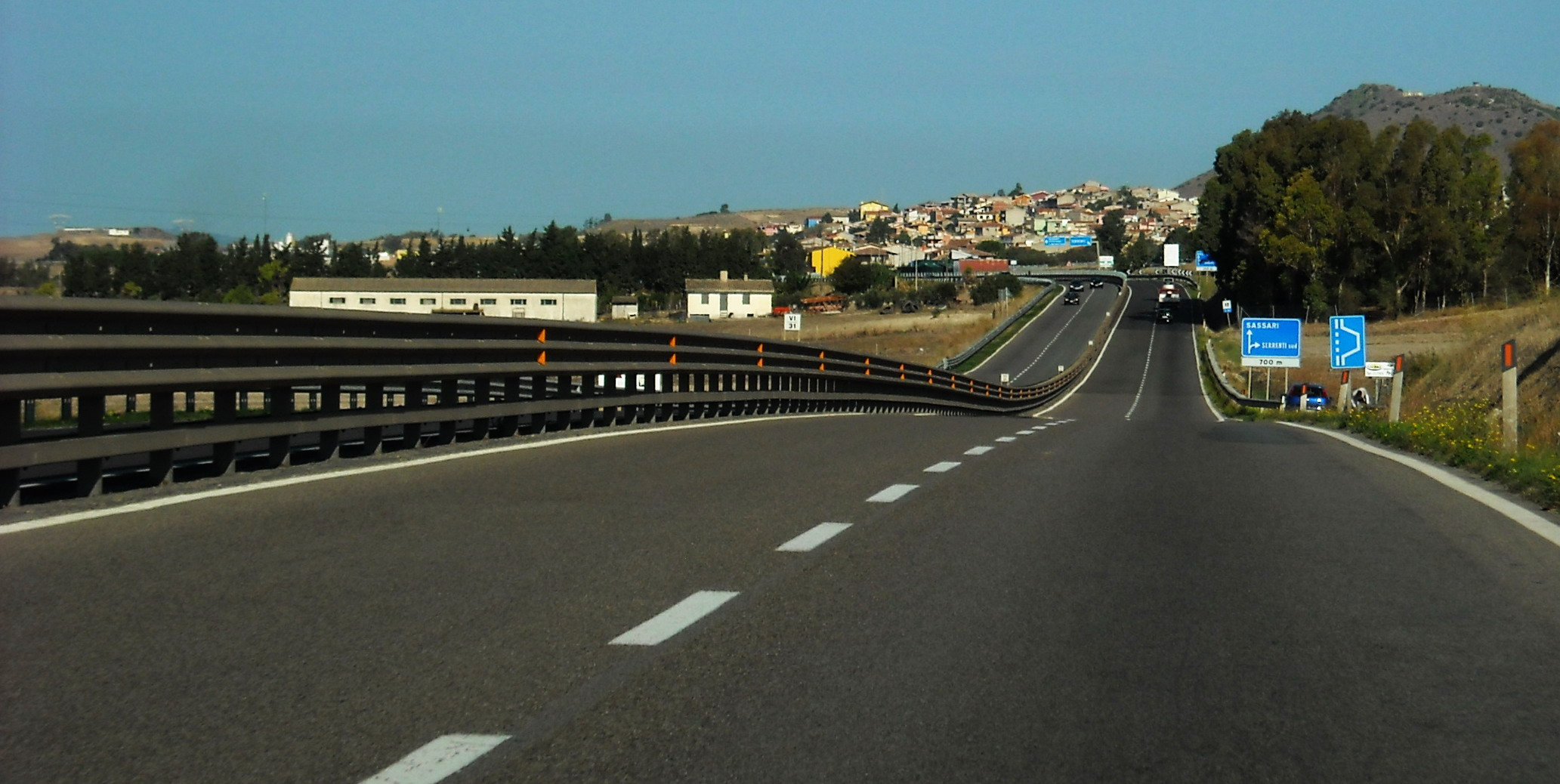
セッレンティ付近のSS131

サルデーニャの二大都市であるカリャリとサッサリを結ぶ幹線道路 SS131（国道131号「カルロ・フリーチェ」）が、県都サンルーリを通過している。
- SS126  (it:Strada statale 126 Sud Occidentale Sarda) 
〔テッラルバ〕 - グスピニ - 〔イグレージアス - サンタンティーオコ〕
- SS131  (it:Strada statale 131 Carlo Felice) 
〔… - オリスターノ - テッラルバ〕 - サンルーリ - セッレンティ - 〔カリャリ〕
- SS196  (it:Strada statale 196 di Villacidro) 
グスピニ - ヴィッラチードロ - 〔ヴィッラソール - デチモマンヌ〕
- SS196bis  (it:Strada statale 196 di Villacidro) 
サマッシ - セッラマンナ - 〔ヴィッラソール〕
- SS197  (it:Strada statale 197 di San Gavino e del Flumini) 
グスピニ - サン・ガヴィーノ・モンレアーレ - サンルーリ - ヴィッラマル - 〔ヌラッラーオ〕
- SS293  (Strada statale 293 di Giba) 
サンルーリ - サマッシ - 〔シリークア - ジーバ〕

### 鉄道
- カリャリ＝ゴルフォ・アランチ線 (it:Ferrovia Cagliari-Golfo Aranci) 
〔… - オリスターノ〕 - サン・ガヴィーノ・モンレアーレ - サマッシ - 〔ヴィッラソール - カリャリ〕

## 文化・観光

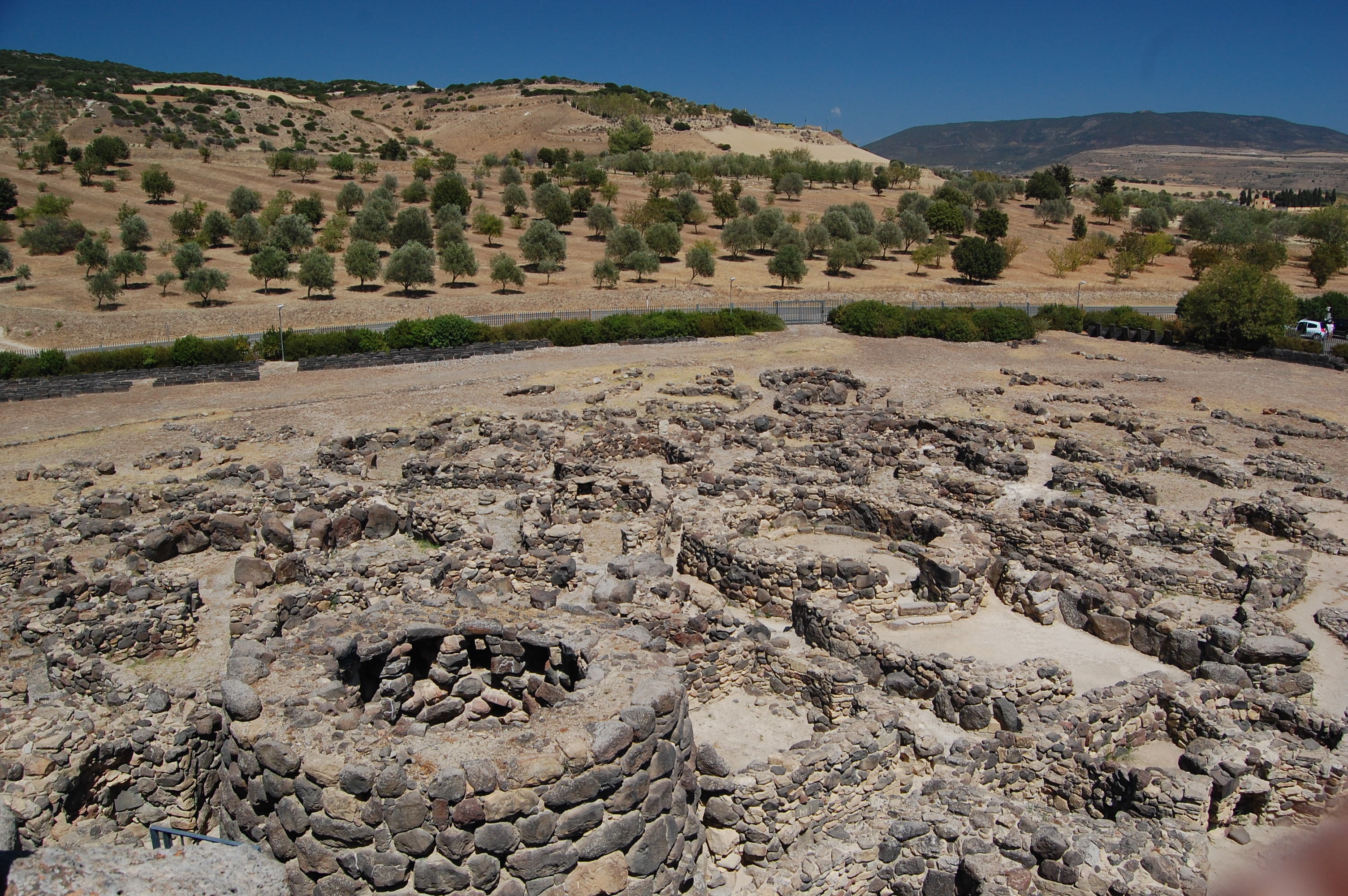
スー・ヌラージ・ディ・バルーミニ

バルーミニにあるヌラーゲ遺跡スー・ヌラージは、世界遺産に登録されている。